# Hemicyrthus villersi
Hemicyrthus villersi är en skalbaggsart som beskrevs av Xavier Montrouzier 1860. Hemicyrthus villersi ingår i släktet Hemicyrthus och familjen Dynastidae. Inga underarter finns listade i Catalogue of Life.